# Mélanie Page
Pour les articles homonymes, voir Page.
Mélanie Page, née le 29 septembre 1975 à Paris, est une actrice française d'origine australo-britannique.

## Biographie

### Carrière
Après avoir pris des cours de théâtre, Mélanie Page commence sa carrière en 1996, dans la pièce Roméo et Juliette de William Shakespeare, mise en scène par Annie Lavedan. En 1998, elle interprète le rôle de Hyacinte dans Les Fourberies de Scapin de Molière, mise en scène par Francis Perrin.
Elle fait ses débuts à la télévision en 1999 dans la série Madame le Proviseur, diffusée sur France 2. La même année, elle fait ses premiers pas au cinéma dans Jeanne d'Arc, de Luc Besson. En 2000, c'est avec la série Sous le soleil (saison 6) qu'elle acquiert une plus grande notoriété. Elle y incarne Vanessa, une lycéenne. En 2001, elle partage la scène du théâtre Marigny avec Robert Hossein, qui la dirige dans Huis clos. En 2002, elle joue dans le spectacle de Robert Hossein C'est Bonaparte au Palais des sports.
En 2004, elle retrouve les plateaux de cinéma avec le film Tu vas rire, mais je te quitte de Philippe Harel. Suivront en 2006 On va s' aimer d'Yvan Calbérac et en 2009 Je vais te manquer d'Amanda Sters. En 2010, elle est au théâtre dans la pièce de Jérémy Lorca, En attendant la gloire. En 2016, elle joue auprès d'Yvan Le Bolloc'h et Bruno Solo dans L'Heureux Élu, pièce d'Éric Assous, au théâtre de la Madeleine. Dans ce même théâtre, elle joue en 2018 et 2019 respectivement dans Le Temps qui reste et Le Jeu de la vérité de Philippe Lellouche.

#### Années 2020
En 2020, elle est sur scène au théâtre de Paris dans 10 ans après de David Foenkinos.
En 2021 elle réapparaît à la télévision sur France 2, dans une mini-série de six épisodes, L'École de la vie. 
En 2022, elle joue dans une pièce de Peter Shaffer, Black Comedy, avec entre autres Arthur Jugnot, Virginie Lemoine, dans une mise en scène signée Grégory Barco.
Mélanie Page apparaît dans la série de quatre épisodes Les Disparus de la Forêt-Noire, diffusée sur TF1, à partir de janvier 2023 : elle y joue le rôle d'un médecin légiste.

### Vie privée
Mélanie Page est née à Paris d'un père anglais et d'une mère australienne. 
Depuis 2000, elle est la compagne de l'animateur de télévision Nagui, avec qui elle a eu trois enfants : Roxane (2004), Annabel (2008) et Adrien (2012). Ils se sont pacsés en juin 2009 et mariés le 5 juin 2010.

## Filmographie

### Cinéma
- 1999 : Jeanne d'Arc de Luc Besson : Jeune fille dans le bain
- 2001 : Tête brûlée (court métrage) de Vincent Lebrun :
- 2002 : La Bande du drugstore de François Armanet : Jane
- 2004 : Les Parisiens de Claude Lelouch :
- 2005 : Tu vas rire, mais je te quitte de Philippe Harel : Noémie
- 2006 : On va s'aimer de Ivan Calbérac : Valérie
- 2009 : Je vais te manquer de Amanda Sthers : Alexandra

### Télévision

#### Téléfilms
- 1996 : Six minutes avant le vingt heures de Antoine de Caunes : L'assistante
- 2004 : Nos vies rêvées de Fabrice Cazeneuve : Lucy

#### Séries télévisées
- 1999 : Madame le Proviseur : Rose
- 2000-2001 : Sous le soleil : Vanessa
- 2001 : Les Bœuf-carottes : Estelle
- 2004 : Ariane Ferry : Clara Guérin
- 2021 : L'École de la vie : Sandrine Joubert
- 2022 : Les Disparus de la Forêt-Noire : Isa Lang
- 2025 : Léo Mattéï, Brigade des mineurs : Rebecca Hansen (épisodes 1 et 2)

## Théâtre
- 2002 : Huis clos, de Jean-Paul Sartre, mise en scène Robert Hossein, théâtre Marigny
- 2010 : En attendant la gloire, de Jérémy Lorca
- 2016 : L'Heureux Élu, d'Éric Assous, mise en scène Jean-Luc Moreau, théâtre de la Madeleine
- 2018 : Le Temps qui reste, de Philippe Lellouche, mise en scène par Philippe Lellouche, théâtre de la Madeleine
- 2019 : Le Jeu de la vérité de Philippe Lellouche, mise en scène Marion Sarraut, théâtre du Gymnase Marie-Bell
- 2020 : 10 ans après de David Foenkinos, mise en scène Nicolas Briançon, théâtre de Paris
- 2022 : Black Comedy de Peter Shaffer, mise en scène Grégory Barco, Le Splendid
- 2022 : Brexit sentimental de Michael Sadler, mise en scène Christophe Lidon, Centre national de création d'Orléans
- 2024 : Ce qui ne nous tue pas de James Hindman, mise en scène Nicolas Briançon, théâtre Lepic puis festival off d'Avignon
- 2024 : Je m'appelle Georges et vous ? de Gilles Dyrek, mise en scène Éric Bu, festival off d'Avignon théâtre Actuel
- 2025 : Je m'appelle Georges et vous ? de Gilles Dyrek, mise en scène Éric Bu, théâtre La Bruyère

## Émissions de télévision
- Depuis 2017 : Tout le monde a son mot à dire, jeu sur France 2, produit par son mari Nagui, présenté par Olivier Minne et Sidonie Bonnec
- le 1er avril 2022 : N'oubliez pas les paroles (seconde émission)